# Cayetano Sanz
Cayetano Sanz y Pozas, né le 7 août 1821 à Madrid en Espagne, mort le 21 septembre 1891 dans sa propriété de Villamantilla près de Madrid, est un matador espagnol.

## Présentation
Né dans le quartier populaire de la Arganzuela, son père est mort avant sa naissance. Ses grands parents se sont chargés de l’élever.
Apprenti savetier à treize ans, il prend la cape et l’épée à l’âge de quinze ans pour se produire de village en village dans des capeas ou corridas amateur. À l’âge de  vingt trois ans, il est remarqué par le duc de Veragua qui l’a vu affronter les taureaux de sa ganadería à Aranjuez et qui le recommande au célèbre banderillero Capita, lequel prend en main la formation de Cayetano.

## La carrière
En 1845, il entre en qualité de banderillero dans la cuadrilla de El Chiclanero. Le 12 novembre 1848 il est fait matador par El Salamanquíno, avec lequel il alterne ce jour-là, ainsi qu’avec Cúchares.

## Le style
Les historiens s’accordent à dire qu’il était magnifique, impressionnant devant les reaux de caste noble, mais beaucoup moins élégant devant les taureaux compliqués malgré son courage et sa force. Il fut pendant dix huit ans le grand torero de Madrid, élégant, plein d’aisance ; très efficace à la muleta alternant volapié et recibir, posant les banderilles avec grâce. Toutefois, un chroniqueur de l’époque déclarait : « Cayetano est très fin torero, mais il ne s’accroche pas,. »
Il a surtout fasciné par son jeu de cape, et il a affronté huit taureaux à Jerez de la Frontera. En France, il fit grand effet à Bayonne le 6 août 1854. La presse locale rapportait : « Jeune homme beau, bien fait de manières distinguées et profondément versé dans la tauromachie. »
Le grand Cayetano a eu une longévité professionnelle exceptionnelle. Longtemps après s’être retiré du ruedo, il donnait encore des conseils aux gamins qui s’exerçaient dans les capeas. Il avait aussi de grandes faiblesses que le public lui pardonnait à cause de son élégance inimitable. Napoléon III et l’impératrice Eugénie de Montijo l’appréciaient particulièrement. Il avait également conquis Séville et Madrid.